# Odontarrhena nebrodensis
L'alisso dei Nebrodi (Odontarrhena nebrodensis (Tineo) L.Cecchi & Selvi) è una pianta appartenente alla famiglia delle Brassicaceae, endemica della Sicilia.

## Descrizione
È una pianta perenne camefita suffruticosa, alta 5–15 cm.
Ha infiorescenze racemose, ombrelliformi, con fiori di colore giallo.

## Distribuzione e habitat
È un endemismo siculo, esclusivo del distretto madonita (altitudine 1200 – 1970 m)